# Discoglypha punctimargo
Discoglypha punctimargo là một loài bướm đêm trong họ Geometridae.